# Пузіков Іван Михайлович
Пузіков Іван Михайлович (рос. Пузиков Иван Михайлович; 26 квітня 1901 р., с. Пономарьовка, Пономарівська волость, Бугурусланський повіт, Самарська губернія, нині Пономаревський район, Оренбурзька область, Російська імперія - 26 червня 1982 р., м. Київ, УРСР) — радянський військовий діяч, генерал-лейтенант (20 квітня 1945 року).

## Життєпис

Могила Івана Пузікова

У вересні 1919 року був призваний до лав Червоної армії та направлений червоноармійцем в 1-й запасний полк (Східний фронт), дислокований в м. Бугуруслані, в лютому 1920 р. — в 1-й загін особливого призначення при штабі 1-ї армії, а в травні 1921 р. — в 138-у заволзьку бригаду (Південний фронт). Брав участь у бойових діях проти військ під командуванням О. В. Колчака й А. І. Денікіна.
За мужність і відвагу в боях Пузіков в 1922 р. був нагороджений орденом Червоного Прапора.
У жовтні 1921 р. був направлений на навчання на 82-і Ізюмські, а у вересні 1922 р. — на 77-і Сумські піхотні курси, після закінчення яких був направлений в 84-й стрілецький полк (28-ма стрілецька дивізія), де служив на посадах командира відділення та взводу.
У вересні 1923 р. був направлений на навчання в 8-у Петербурзьку школу комскладу, а в серпні 1924 р. переведений в Київську об'єднану піхотну школу командирів, після закінчення якої в серпні 1925 р. був направлений в 131-й Таращанський стрілецький полк (44-та стрілецька дивізія, Український військовий округ), де служив на посадах командира стрілецького взводу, командира роти і командира взводу полкової школи.
У 1925 р. вступив у ВКП(б).
У вересні 1927 р. був направлений на навчання на Військово-політичні курси при Київській об'єднаній школі командирів, після закінчення яких у серпня 1928 р. повернувся до 131-го стрілецького полку, де служив на посадах помічника командира роти з політичної частини, командира і політрука роти, командира батальйону, начальника і політрука полкової школи, командира навчального батальйону.
У 1933 р. був направлений на навчання до Військової академії імені М. В. Фрунзе, після закінчення якої в 1936 р. був призначений на посаду командира батальйону Школи червоних старшин в м. Харкові, а в червні 1937 р. — на посаду командира 88-го стрілецького полку (30-та стрілецька дивізія). У листопаді того ж року був направлений на навчання в Академію Генштабу РСЧА, після закінчення якої в березні 1938 р. був призначений на посаду начальника Мінського піхотного училища, а в березні 1941 р. — на посаду командира 232-ї стрілецької дивізії (Харківський військовий округ).
З серпня 1941 р. дивізія під командуванням Пузікова вела бойові дії в районі міст Жлобин і Рогачов, а з вересня під час Київської оборонної операції брала участь у бойових діях в районі Чернігова.
В кінці вересня Пузіков був призначений на посаду командира 367-ї стрілецької дивізії, що формувалася в Уральському військовому окрузі, а з грудня в складі Карельського фронту вела оборонні бойові дії на Медвеж'єгорському напрямку.
2 березня 1942 р. був призначений на посаду начальника Курсів молодших лейтенантів при штабі Карельського фронту, проте 17 липня був знову призначений на посаду командира 367-ї стрілецької дивізії. У листопаді 1942 р. за «прояв грубості й образу, завдану командирам і червоноармійцям», Пузіков був відсторонений від займаної посади, після чого призначений на посаду заступника начальника штабу 32-ї армії, а в грудні — на посаду командира 118-ї окремої стрілецької бригади (Середньоазійський військовий округ).
23 лютого 1943 р. було призначено на посаду командира 136-ї стрілецької дивізії, яка брала участь у наступальних бойових діях на київському напрямку, а також у звільненні міста Зіньків. Під час Київської наступальної операції дивізія під командуванням Пузікова брала участь у визволенні Києва.
28 жовтня 1943 р. командир 50-го стрілецького корпусу генерал-майор С. С. Мартиросян представив Пузікова до звання Героя Радянського Союзу і був підтриманий командувачем 38-ї армії генерал-полковником К. С. Москаленко, проте Військова Рада 1-го Українського фронту, генерал армії М. Ф. Ватутін і генерал-майор К. В. Крайнюков не погодилися з цим рішенням і 10 січня 1944 р. Пузіков нагороджений орденом Леніна.
У травні 1944 р. був призначений на посаду командира 102-го стрілецького корпусу 13-ї армії, який брав участь у бойових діях у Львівсько-Сандомирській, Сандомирско-Сілезької, Нижньо-Сілезької та Празької наступальних операцій, а також при звільненні міст Перемишль, Люблін, Прага й інших.
Після закінчення війни продовжив командувати корпусом, який дислокувався в складі Львівського і Прикарпатського військових округів.
Генерал-лейтенант Пузіков в серпні 1946 р. був призначений на посаду заступника командувача 5-ю армією (Приморський військовий округ), в жовтні 1948 р. — на посаду помічника командувача 28-ю армією (Білоруський військовий округ), в серпні 1949 р. — на посаду начальника Київського піхотного училища імені Робітників Червоного Замоскворіччя, а в квітні 1951 р. — на посаду начальника Управління бойової та фізичної підготовки Київського військового округу.
У жовтні 1953 р. був направлений на навчання на Вищі академічні курси при Вищій військовій академії імені К. Є. Ворошилова, після закінчення яких у липні 1954 р. був призначений на посаду старшого військового радника командира армійського корпусу Війська Польського.
Генерал-лейтенант Іван Михайлович Пузіков у вересні 1955 р. вийшов у запас. Помер 26 червня 1982 р. в м. Києві. Похований на Лук'янівському військовому кладовищі.